# Sky+
Gli Sky+ sono decoder digitali satellitari ad elevate prestazioni utilizzati dalla compagnia inglese Sky Group. Offrono la possibilità di essere utilizzati in modalità PVR, permettendo la registrazione di fino a due trasmissioni televisive in contemporanea, in formato digitale.
In Italia il corrispondente apparato si chiama My Sky.
Alcune caratteristiche di questo decoder sono:
- Dimensioni: 380 x 72 x 243 mm
- Uscite TV: S-Video e 2 SCART
- Uscite Audio: 2 connettori (RCA) e supporto per impianti audio 5.1
- Memoria interna: 160-250 GB
- Servizio di broadcast di contenuti a scelta dell'utente.

I decoder Sky+ non hanno moltissime differenze rispetto al corrispondente italiano, ma posseggono un software più performante ed un hard disk interno più capiente; essi sono offerti in noleggio con un supplemento sul normale canone d'abbonamento.